# Franz Xaver Lütz
Franz Xaver Lütz (* 1840; † 1898) war ein deutscher Architekt des Historismus.

## Leben
Franz Xaver Lütz stammte aus Opladen und ließ sich 1871 in Osnabrück nieder. Er entwarf zahlreiche neugotische Hallenkirchen in Backstein-Mauerwerk im Osnabrücker Land und im Oldenburger Land. Von 1887 bis 1894 war er auch Schriftführer des Museumsvereins Osnabrück.

## Werk
- 1870: Seitenaltar der katholischen Kirche St. Katharina von Siena in Lindern, Landkreis Cloppenburg[3]
- 1872–1876: katholische Kirche St. Vitus in Visbek, Landkreis Vechta (gemeinsam mit Hilger Hertel d. Ä.)[4][5]
- 1873–1876: katholische Kirche St. Peter in Oldenburg (Oldenburg)[6][7]
- 1874–1876: katholische Kirche St. Lambertus in Merzen, Landkreis Osnabrück[8]
- 1877–1879: katholische Kirche St. Jacobus in Lutten, Landkreis Vechta[9]
- 1878–1881: katholische Neue St.-Alexander-Kirche in Wallenhorst, Landkreis Osnabrück[10]
- 1878–1880: evangelisch-lutherische Kirche St. Petri in Burhave, Landkreis Wesermarsch[11]
- 1883/1884: umfangreiche Erweiterung der katholischen Kirche St. Johannis in Alfhausen, Landkreis Osnabrück[12]
- 1892/1893: umfangreiche Erweiterung der katholischen Kirche St. Clemens in Wesuwe, Landkreis Emsland[13]